# Yoshihiko Itō
Yoshihiko Itō (jap. 伊藤 嘉彦 Itō Yoshihiko; ur. 16 grudnia 1937 w Osace, zm. 23 grudnia 2006) – japoński chemik, współodkrywca utleniania Saegusy-Ito.
Studiował na Kyoto University, gdzie w 1966 roku uzyskał stopień doktora pod kierunkiem profesora Ryōhei Oda. W tym samym roku został docentem w katedrze chemii syntetycznej i pracował w grupie pod kierownictwem profesora Takeo Saegusy. 
Po odbyciu stażu podoktorskiego, pod kierunkiem profesora Teddy'ego G. Traylora, na Uniwersytecie Kalifornijskim w San Diego został profesorem nadzwyczajnym w 1972 roku na Kyoto University, a następnie profesorem zwyczajnym w 1985 roku. Po przejściu na emeryturę w 2001 został profesorem wizytującym na Kyoto Pharmaceutical University, by następnie przenieść się na Doshisha University także w Kioto. 
Zmarł na zawał serca w wieku 69 lat. Miał żonę, Reiko.